# ستانيسلاف أنجيلوف
ستانيسلاف أنجيلوف (بالبلغارية: Станислав Ангелов)‏ (مواليد 12 أبريل 1978 في صوفيا) لاعب كرة قدم بلغاري دولي يجيد اللعب في خط الوسط . يلعب حاليا لصالح نادي ستيوا بوخارست الروماني منذ 2010 .

## مسيرته الكروية
لعب ستانيسلاف أنجيلوف خلال مسيرته الاحترافية مع 5 أندية في سبعة عشر موسمًا وسجل خلالها 20 هدف ضمن 332 مباراة. حيث فاز في ستة مواسم بالكأس وفي ثلاثة مواسم بالدوري.
خاض ستانيسلاف أنجيلوف مسيرته مع نادي سسكا صوفيا في موسم 1998–99 واستمر معه طيلة ثلاثة مواسم، مشاركًا في 31 مباراة سجل خلالها هدفًا واحدًا. ثم انتقل إلى نادي ليفسكي صوفيا في موسم 2001–02 في المرة الأولى ليلعب معه ستة مواسم ثم في موسم 2012–13 ولمدة موسمين، حيث شارك طوالها في 176 مباراة سجل خلالها 10 أهداف. لينتقل بعدها إلى نادي إنيرجي كوتبوس في موسم 2007–08 واستمر معه طيلة ثلاثة مواسم، مشاركًا في 88 مباراة سجل خلالها 6 أهداف. ثم انتقل إلى نادي أنورثوسيس فاماغوستا في موسم 2010–11 ولمدة موسمين، مشاركًا في 34 مباراة سجل خلالها 3 أهداف.

## روابط خارجية
- ستانيسلاف أنجيلوف على موقع قاعدة بيانات كرة القدم.إي يو (الإنجليزية)
- ستانيسلاف أنجيلوف على موقع بيانات كرة القدم. دي إي (الألمانية)
- ستانيسلاف أنجيلوف على موقع ليكيب (الفرنسية)
- ستانيسلاف أنجيلوف على موقع ناشيونال فوتبول تيمز (الإنجليزية)
- ستانيسلاف أنجيلوف على موقع Soccerway.com (الإنجليزية)
- ستانيسلاف أنجيلوف على موقع عالم كرة القدم.نت (الإنجليزية)